# Le secret
Le Secret («Секрет») — десятый студийный альбом бельгийско-канадской певицы Лары Фабиан, релиз которого состоялся 15 апреля 2013 года.

## Об альбоме
Большинство песен Le Secret Лара Фабиан написала в сотрудничестве с американским композитором и исполнительницей Janey Clewer, с которой уже ранее работала над песнями Je t'appartiens (альбом Pure) и Bambina (альбом Nue).
Музыка к песне Le Secret, давшей название всему альбому, была написана израильским композитором Гиорой Линенбергом, впервые эта песня была исполнена Ларой на её акустическом концерте в Праге весной 2012 года.
Первым синглом альбома стала песня «Deux ils, deux elles» («Двое их, две их»), которая вышла в конце февраля 2013 года, а 4 апреля - клип на эту песню, в съемках которого приняли участие поклонники Лары Фабиан, приглашение на съемки всех желающих было размещено на официальной странице певицы в Facebook.
За первую неделю после релиза было продано 18 768 экземпляров альбома, что позволило занять ему первое место по продажам во Франции и Бельгии.

## Список композиций
Диск 1
| #  | Название            | Авторы                                                  | Длительность |
| -- | ------------------- | ------------------------------------------------------- | ------------ |
| 1. | «Le secret»         | Lara Fabian, Giora Linenberg                            | 05:19        |
| 2. | «Danse»             | Lara Fabian, Jeff Walter, Janey Clewer                  | 04:59        |
| 3. | «Amourexique»       | Lara Fabian, Janey Clewer                               | 04:59        |
| 4. | «Un ange est tombe» | Lara Fabian, Kurt Howell, Jenifer McLaren, Janey Clewer | 04:15        |
| 5. | «Je t'appelle»      | Lara Fabian, Janey Clewer                               | 04:37        |
| 6. | «Mirage»            | Lara Fabian, Janey Clewer                               | 03:37        |
| 7. | «Que j'étais belle» | Lara Fabian, Janey Clewer                               | 04:54        |
| 8. | «La vie est là »    | Lara Fabian, Janey Clewer, Gregg Manfiafico             | 04:30        |

Диск 2
| #  | Название                   | Авторы                                          | Длительность |
| -- | -------------------------- | ----------------------------------------------- | ------------ |
| 1. | «Je rêve d'une étoile»     | Lara Fabian, Janey Clewer                       | 03:54        |
| 2. | «Kalpataru»                | Lara Fabian, Janey Clewer, Gregg Manfiafico     | 06:32        |
| 3. | «Deux «ils», deux «elles»» | Lara Fabian, Patrice Guillon, Flavien Compagnon | 03:30        |
| 4. | «Ce qu'il reste...»        | Lara Fabian, Don Black, Giora Linenberg         | 04:01        |
| 5. | «P… de grand amour»        | Lara Fabian, Janey Clewer                       | 04:34        |
| 6. | «Il est Lune»              | Lara Fabian, Janey Clewer                       | 04:50        |
| 7. | «Mon Désir »               | Lara Fabian, Janey Clewer                       | 04:14        |
| 8. | «L'Enfant du Gwenved»      | Lara Fabian, Janey Clewer, Don Hart             | 05:00        |
| 9. | «I Am A-WA»                | Lara Fabian, Janey Clewer                       | 05:27        |

## Чарты
| Чарт (2013)                     | Место |
| ------------------------------- | ----- |
| Бельгия/Фландрия (Ultratop)     | 37    |
| Бельгия/Валлония (Ultratop)     | 1     |
| Франция (SNEP)                  | 1     |
| Швейцария (Schweizer Hitparade) | 16    |